# Rozumiwka (obwód zaporoski)
Rozumiwka (ukr. Розумівка) – wieś na Ukrainie, w obwodzie zaporoskim, w rejonie zaporoskim, w hromadzie Dołynśke. W 2001 liczyła 1989 mieszkańców, spośród których 1564 wskazało jako ojczysty język ukraiński, 394 rosyjski, 1 bułgarski, 7 białoruski, 19 ormiański, 1 grecki, a 3 inny.